# Maria Geertruida Barbiers

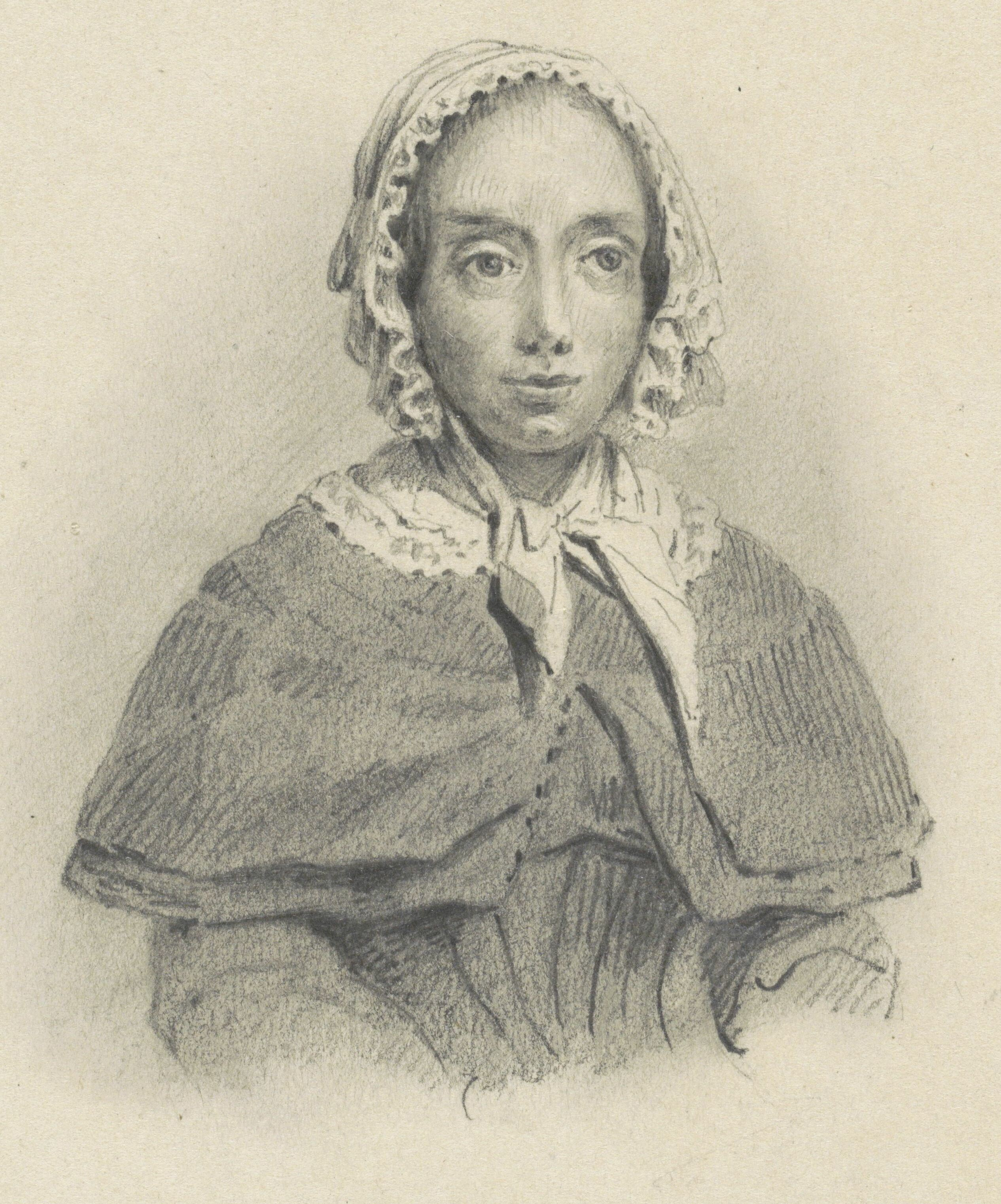
Maria Geertruida Barbiers

Maria Geertruida Barbiers (* 25. Januar 1801 in Haarlem; † 30. Januar 1879 ebenda) war eine niederländische Malerin, Zeichnerin und Grafikerin.

## Leben und Werk
Maria Geertruida Barbiers wurde am 25. Januar 1801 in Haarlem als Tochter des Malers und Zeichenmeister der Haarlem Teekencollegie Pieter Bartholomeusz Barbiers (1771–1837) und seiner Frau, der Stilllebenmalerin Maria Geertruida Snabilie (1773–1838) geboren. Sie war das dritte Kind in der Familie und hatte vier Schwestern und zwei Brüder. Ein dritter Bruder starb wahrscheinlich in jungen Jahren. Sie heiratete am 23. Mai 1823 in Haarlem den Maler Pieter de Goeje. Aus dieser Ehe ging vermutlich ein Sohn hervor. Auch ihr älterer Bruder Pieter (1798–1848) und ihre jüngere Schwester Cecilia (1809–1850) waren Maler. Sie haben vermutlich alle die Grundlagen der Malerei bei ihren Eltern gelernt. Maria Geertruida und ihre Schwester wurden ebenso wie ihre Mutter Malerinnen von Blumen- und Früchtestillleben. Aber auch Aquarelle, Gemälde und lithografische Arbeiten sind von Maria Geertruida Barbiers bekannt.
Nach ihrer Hochzeit wohnte sie in einer Straße, wo sich viele Blumenzwiebelzüchter befanden. Dort hat sie vermutlich Blumen betrachtet und studiert. Zweimal, in den Jahren 1818 und 1820 stellte sie auf der AmsterdamerAusstellung der Lebenden Meister (Tentoonstelling van Levende Meesters). Nach ihrer Heirat malte, zeichnete und stellte sie weiterhin aus. Sie gab kurzzeitig auch der Stilllebenmalerin Elisabeth Johanna Koning Zeichenunterricht. Nach Erwähnungen von Barbiers und ihres Mannes  in den Katalogen der Amsterdamer Ausstellungen lebender Meister zu schließen lebte sie vermutlich zwischen 1824 und 1836 in Amsterdam. Ihr Sohn Jan wurde 1824 vermutlich in Amsterdam geboren.
Im Jahr 1844 befanden sie sich in Haarlem. Dort starb Maria Geertruida Barbiers am 30. Januar 1879.

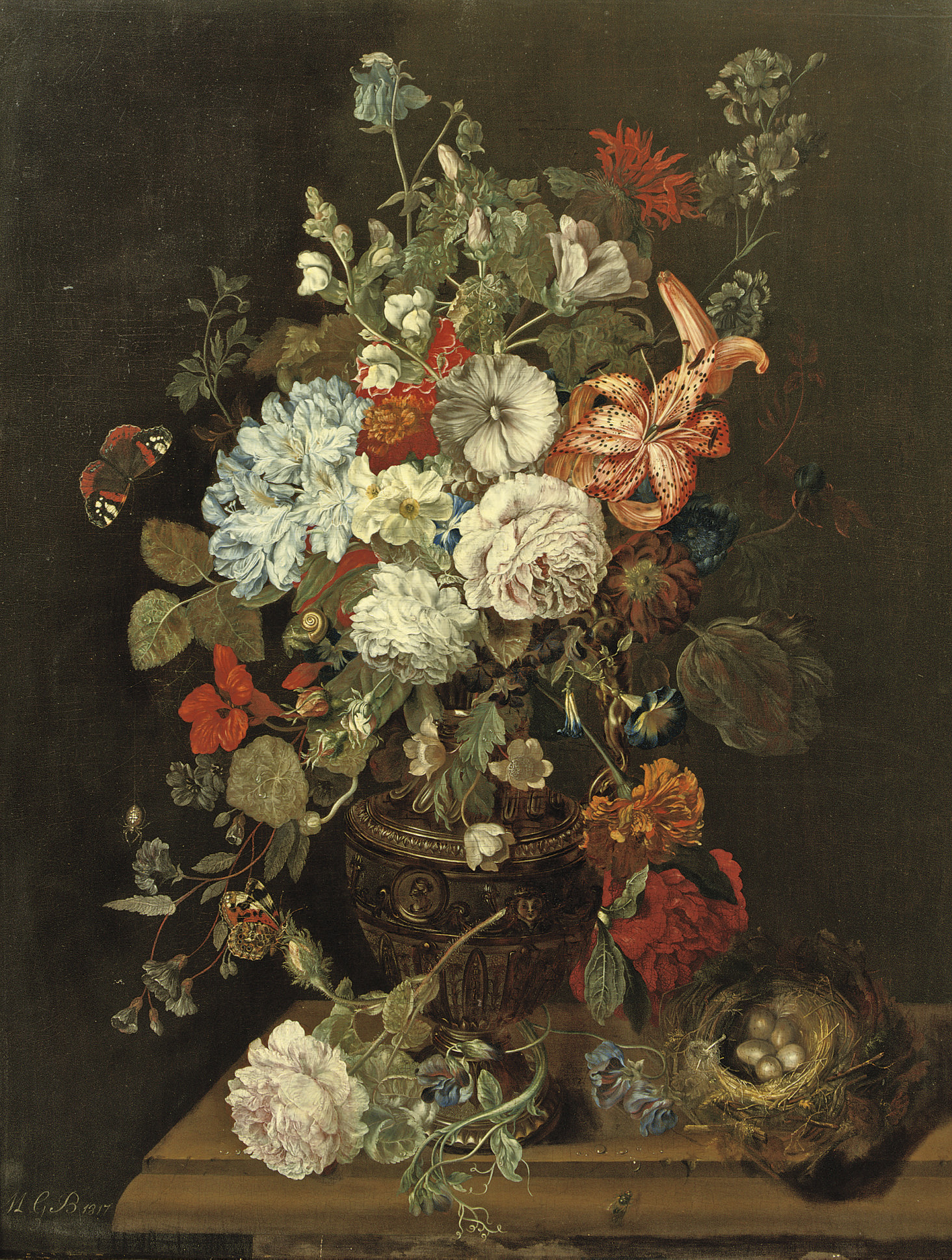
Stillleben, 1817
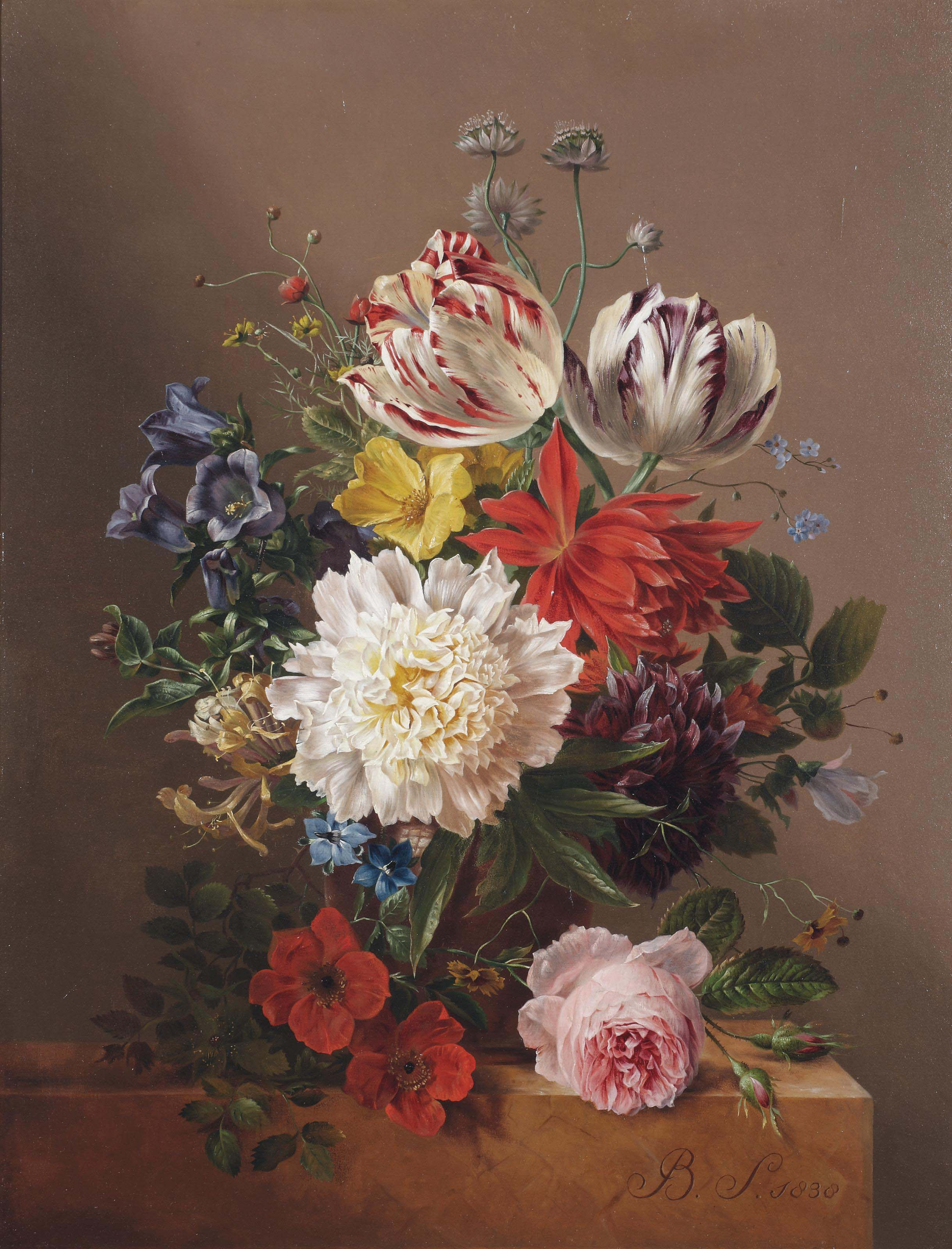
Stillleben, 1838
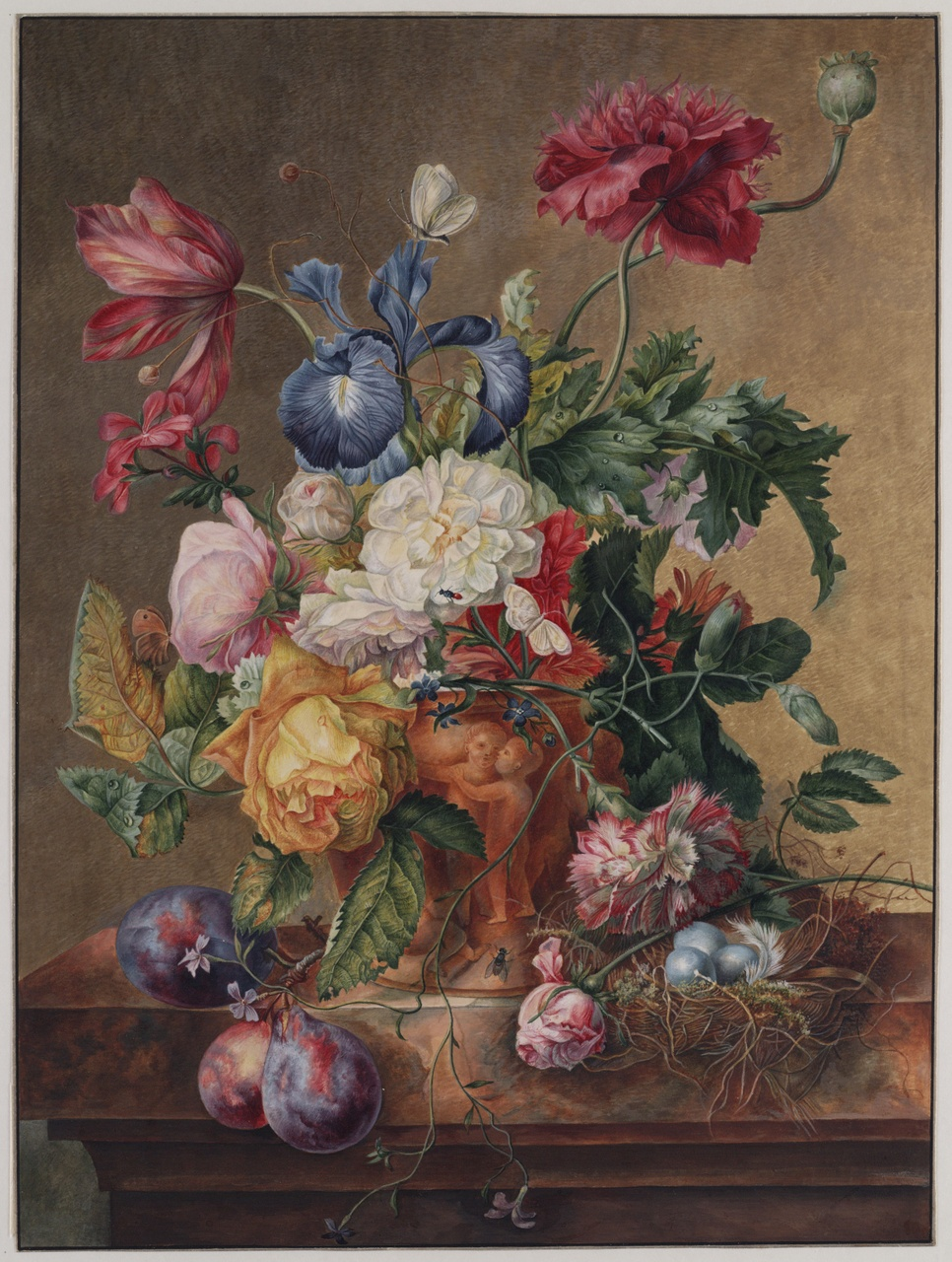
Stillleben